# 반림중학교
반림중학교(盤林中學校)는 대한민국 경상남도 창원시 성산구 반림동에 있는 공립 중학교이다.

## 학교 연혁
- 1992년 5월 27일 : 반림중학교 설립 인가
- 1993년 3월 5일 : 개교 (13학급 642명)
- 2023년 1월 4일 : 제28회 졸업식(6학급 졸업생 157명, 총 9,809명)
- 2023년 3월 1일 : 제15대 박종석 교장 취임
- 2023년 3월 2일 : 제31회 입학식(6학급 입학생 155명)
- 2024년 12월 26일 : 제 29회 졸업식(6학급 181명)

## 참고 자료
- 반림중학교 - 한국교육학술정보원 학교알리미